# Microsoft Trident
Trident (также известен как MSHTML) — браузерный движок для Microsoft Internet Explorer. Впервые Trident был реализован в четвёртой версии Internet Explorer (октябрь 1997 года), и с тех пор подвергался постоянным улучшениям и переработкам.
Trident был разработан как программный компонент, позволявший разработчикам программного обеспечения легко добавлять возможность просмотра веб-страниц в свои собственные приложения. Он использует технологию COM (компонентную модель объектов) для просмотра и правки веб-страниц в любом окружении, поддерживающем интерфейс этой модели — например, в C++ или .NET. Соответствующий элемент управления может быть добавлен, скажем, в программу, написанную на C++ — и Trident будет использоваться для доступа к заранее заданной веб-странице, для чтения или изменения находящейся на ней информации. События элемента управления будут перехватываться и передаваться в основную программу. Функции ядра Trident станут доступны при добавлении библиотеки mshtml.dll к программному проекту.
Кроме Trident’а, Microsoft также использует ядро Tasman, применяемое в версии Internet Explorer для операционной системы Mac OS X. Ядро Tasman имеет улучшенную (в сравнении с Trident) поддержку стандартов. Несмотря на то, что разработка Internet Explorer для Mac OS была прекращена, развитие ядра Tasman продолжается: наиболее свежая версия ядра была представлена в офисном пакете Microsoft Office 2004 для Mac OS.

## Версии ядра
| Версия Trident | Версия MSHTML.dll | Версия Internet Explorer | Улучшения |
| -------------- | ----------------- | ------------------------ | --- |
| Нет версии     | 4.0.x             | 4.0                      | |
| Нет версии     | 5.0.x             | 5.0                      | Улучшена поддержка CSS1, изменения в обработке CSS2.                                                                                  |
| Нет версии     | 5.5.x             | 5.5                      | Исправлены ошибки в обработке CSS. |
| Нет версии     | 6.0.x             | 6.0                      | Исправлена бокс-модель, добавлен режим «Quirks Mode» для улучшения совместимости со старыми браузерами и поддержку переключения DTD.  |
| Нет версии     | 7.0.x             | 7.0                      | Исправлены ошибки в обработке CSS и добавлена поддержка канала прозрачности для файлов PNG.                                           |
| 4.0            | 8.0.x             | 8.0                      | Улучшена поддержка CSS и JavaScript, благодаря чему браузер на данном движке может пройти тест Acid2.                                 |
| 5.0            | 9.0.x             | 9.0                      | Добавлена поддержка SVG, XHTML, HTML5 и CSS3.                                                                                         |
| 6.0            | 10.0.x            | 10.0                     | Поддержка CSS3 расположение нескольких столбцов, CSS3 макет сетки, CSS3 гибкая планировка окне CSS3 градиенты, и ES5 строгого режима. |
| 7.0            | 11.0.x            | 11.0                     | Усовершенствование движка JavaScript Chakra, переработанный инструмент разработчика F12, поддержка WebGL.                             |

## Приложения, использующие Trident
- Internet Explorer начиная с версии 4.0 и выше.
- Windows Explorer во всех версиях Microsoft Windows, начиная с Windows 98, и Windows NT по 2003 включительно.
- Все надстройки над Internet Explorer’ом.
- Справка Microsoft Windows, начиная с 4.10, и Windows NT (HTMLHelp).
- Microsoft FrontPage
- Avant Browser
- SlimBrowser
- GreenBrowser
- Встроенный браузер в RealPlayer и Winamp.
- Lunascape использует Trident наряду с Webkit и Gecko.
- Maxthon использует Trident с добавлением функций, не встроенных в IE7, с версии 3 основным движком является WebKit с возможным переключением на Trident.
- MSN Explorer.
- Netscape 8 использует Trident для отображения веб-страниц в режиме совместимости с Internet Explorer.
- Microsoft Outlook 2000, 2003 и Outlook Express используют Trident для обработки почтовых сообщений содержащих HTML и отображения информационного окна «Outlook Today». Начиная с MS Office 2007, Trident в Outlook не используется.
- Microsoft InfoPath
- Средство просмотра компилированной HTML справки (*.chm)
- Microsoft Encarta и связанные продукты.
- Microsoft Windows Media Player использует Trident для отображения страниц с информацией о воспроизводимом файле мультимедиа.
- Mozilla Firefox с дополнением IE Tab использует Trident для отображения веб-страниц в режиме совместимости с Internet Explorer.
- Miranda IM с плагином IEView
- FlylinkDC++ в обозревателе порталов
- Ares Galaxy